# Reial Acadèmia de Bones Lletres de Barcelona

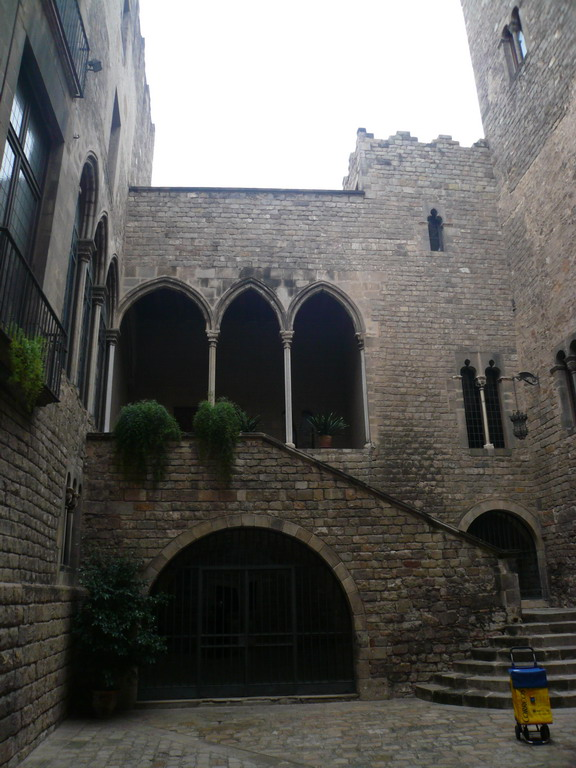
Il Palau Requesens, sede dell'Academia.

La Reial Acadèmia de Bones Lletres de Barcelona (in italiano Real Accademia delle Buone Lettere di Barcellona) è una società letteraria che ha sede a Barcellona. Fu fondata nel 1729 e ha la sua sede dal 1902 nel Palau Requesens nel Barri Gòtic di Barcellona.

## Storia

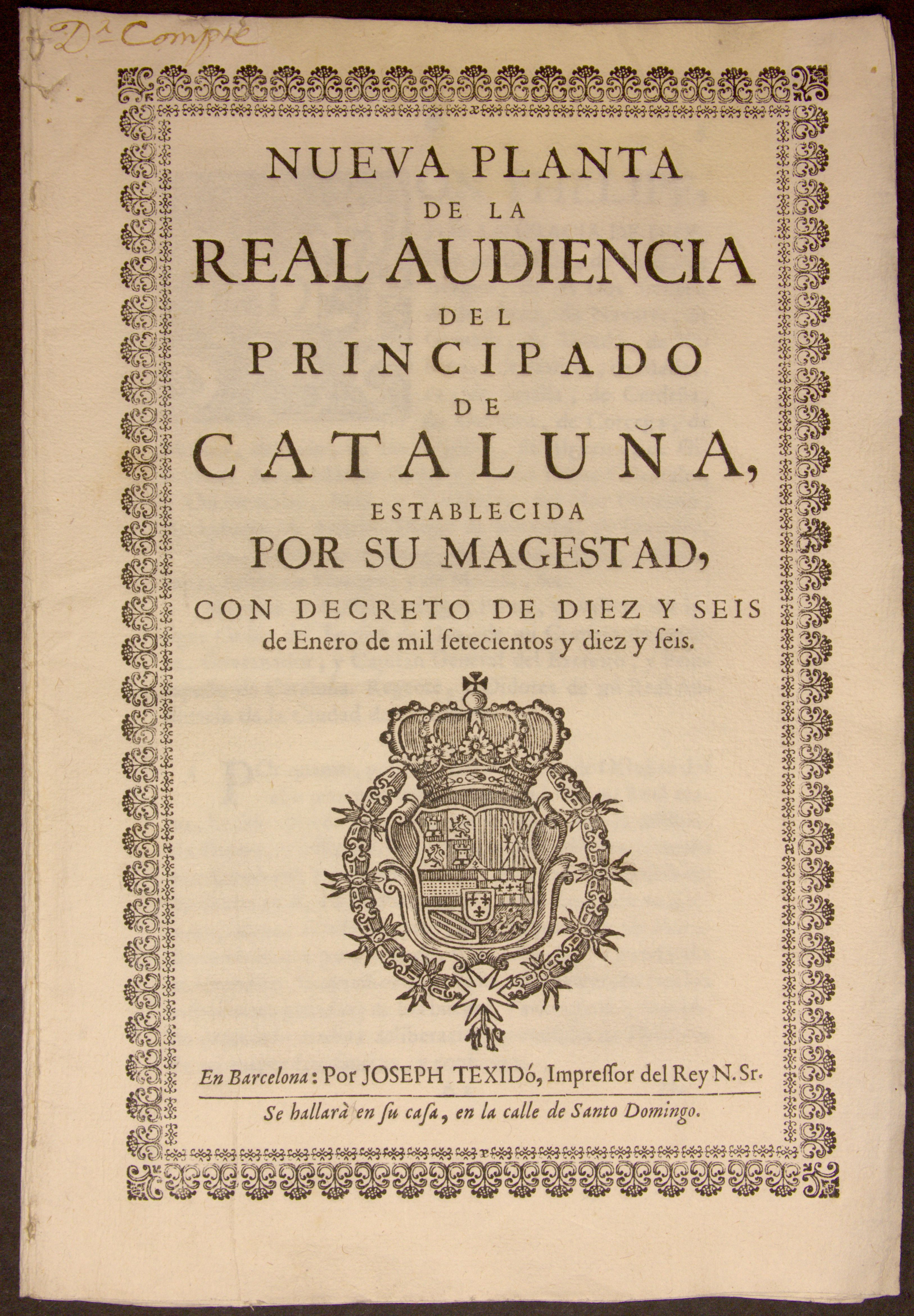
Come risultato dei Decretos de Nueva Planta tutte le università catalane furono chiuse e si fondò un'unica università in Catalogna nel villaggio di Cervera.

La Reial Acadèmia de Bones Lletres fu fondata nel 1729 da un gruppo di intellettuali di Barcellona per continuare la tradizione dell'Acadèmia dels Desconfiats (Accademia dei Diffidenti) abolita nel 1714 da Filippo V. 
L'obiettivo di questa società era lo studio della storia, la lingua e la poesia catalana per attenuare l'impatto negativo della chiusura dell'Università di Barcellona e delle altre principali università catalane (Tarragona, Girona, Solsona, Vic e Lleida) a seguito dei Decreti di Nueva Planta e il loro spostamento a Cervera, deciso da Filippo V come riconoscimento per il sostegno della città durante la Guerra di successione spagnola.
Nel 1752 la Reial Acadèmia de Bones Lletres ricevette da Ferdinando VI il titolo di Accademia Reale e, come le altre reali accademie, tale tiolo era limitato ad un campo specifico, che in questo caso era la lingua e la letteratura, cosicché uno dei primi compiti di quest'accademia fu la compilazione di un dizionario catalano.
Durante i tre anni del Triennio liberale spagnolo, l'accademia attrasse nuovi membri e nuove idee, come per esempio Bonaventura Carlos Aribau.
Dal decennio del 1850 la Reial Acadèmia de Bones Lletres diventò una delle istituzioni culturali più dinamiche della Catalogna. Allora ottenne cinque cattedre, e aiutò a rendere possibile nel 1837 il ritorno dell'Università a Barcellona. Molte delle personalità della Renaixença furono suoi membri, come per esempio Jacint Verdaguer.
Durante tutto il XIX secolo, anche se la lingua principale era lo spagnolo, l'Accademia utilizzò anche la lingua catalana e nel 1841 e nel 1857 sponsorizzò due competizioni poetiche, che sono usualmente considerate come i primi passi per l'inizio dei Giochi floreali in lingua catalana nel 1859.
Dal 1901 l'Accademia pubblica un bollettino annuale.